# Hermann von Stein

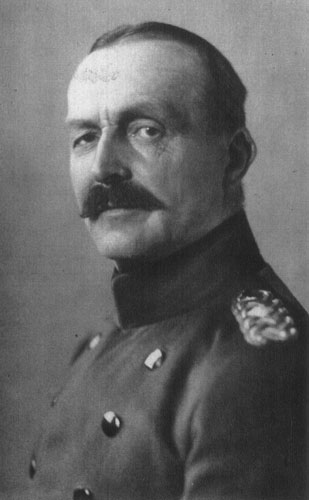
Hermann von Stein

Hermann Christlieb Matthäus Stein, från 1913 von Stein, född 13 september 1854 i Wedderstedt i Sachsen, död 26 maj 1927 i Lehnin, var tysk general och politiker.
Stein blev 1875 underlöjtnant vid fältartilleriet, anställdes 1889 i stora generalstaben och blev 1894 stabschef vid 34:e infanterifördelningen. År 1896 blev han major vid stora generalstaben, överstelöjtnant 1902 och överste 1905; från 1903 var han avdelningschef vid stora generalstaben. Han blev 1910 generalmajor och 1912 generallöjtnant och chef för 41:a infanterifördelningen samt adlades 1913. 
Vid första världskrigets början tjänstgjorde Stein som generalkvartermästare och gjorde sig då bemärkt och populär genom den klara, koncisa och kraftiga formuleringen av tyska stora högkvarterets dagliga kommunikéer om krigshändelsernas förlopp. I oktober samma år övergick han till aktiv fronttjänst som chef för 14:e reservarmékåren. Han utmärkte sig sommaren och hösten 1916 under slaget vid Somme genom den ihärdighet, med vilken han mötte en överlägsen fiendes ständiga anlopp mot den av hans trupper försvarade frontdelen. 
I oktober 1916 utnämndes Stein till preussisk krigsminister och kom som sådan i konflikt med riksdagen genom sin benägenhet att låta de lokala militärbefälhavarna ingripa i det politiska livet genom bland annat censur och mötesförbud. När Max av Baden i oktober 1918 bildade en parlamentarisk ministär, ersattes därför Stein, som även bekämpat tanken på samförståndsfred, såsom krigsminister av general Heinrich Scheuch.
Stein författade Erlebnisse und Betrachtungen aus der Zeit des Weltkriegs (1919).